# 瓦莱萨卡尔达
瓦莱萨卡尔达（義大利語：Vallesaccarda），是意大利阿韦利诺省的一个市镇。总面积14平方公里，人口1368人，人口密度97.7人/平方公里（2009年）。ISTAT代码为064115。